# Kirchlispitzen
Als Kirchlispitzen werden die sieben südlich des Verajochs liegenden Gipfel der Kirchlispitzengruppe bezeichnet. Sie liegen im Rätikon, einem Gebirge der westlichen Zentralalpen und bilden einen von Westen nach Osten verlaufenden Gratzug. Die Vermessungspunkte der Gipfel bilden die Staatsgrenze zwischen dem österreichischen Bundesland Vorarlberg und dem Schweizer Kanton Graubünden. Ihren höchsten Punkt erreichen sie in der Dritten Kirchlispitze, dem Hauptgipfel, der nach österreichischen Angaben (Bundesamt für Eich- und Vermessungswesen) 2551 Meter, nach schweizerischen jedoch 2552 Meter hoch ist.
Ganz im Westen der Kette liegt die Erste Kirchlispitze, im Osten schließlich erhebt sich die Siebte Kirchlispitze, die niedrigste, mit 2350 Metern Höhe. Die Südwände der Bergkette, die bis zu 500 Meter tief auf Graubündner Gebiet abstürzen, bieten für Kletterer lohnende Ziele in den oberen Schwierigkeitsgraden bis hin zur Extremkletterei im Schwierigkeitsgrad UIAA IX-. Diese Routen wurden seit den 1980er Jahren erstmals begangen. Die Erstbesteigung der Dritten Kirchlispitze erfolgte, laut Literatur, hingegen am 14. August 1891 im Alleingang durch einen A. Ludwig vom Schweizer Alpen-Club.

## Höhen der Kirchlispitzen
(nach den Angaben der Landeskarte der Schweiz 1:25'000)
- Erste Kirchlispitze: 2438 m
- Zweite K.: 2540 m
- Dritte K.: 2552 m
- Vierte K.: 2494 m
- Fünfte K.: 2428 m
- Sechste K.: 2370 m
- Siebte K.: 2350 m

## Umgebung
Am Cavelljoch auf 2239 Metern Höhe, das die Grenze zur Schesaplanagruppe bildet, beginnt im Westen die Kirchlispitzengruppe mit der Ersten Spitze. Den östlichen Endpunkt, an dem der Grat in die Drusenfluhgruppe übergeht, bildet das Schweizertor, auf 2137 Metern Höhe gelegen. Hier erhebt sich die siebte und niedrigste Kirchlispitze. Die Bergkette liegt etwa anderthalb Kilometer Luftlinie südlich des Lünersees, 10 Kilometer südwestlich von Vandans im Montafontal und 6 km nordöstlich von der Graubündner Gemeinde Schuders.
Benachbarte Berge sind im Westen die Kanzelköpfe und die 2964 Meter hohe Schesaplana, dem höchsten Punkt des Rätikons. Im Osten schließt sich, getrennt durch das Schweizertor und das Schweizereck, das Massiv der Drusenfluh mit 2827 Metern Höhe an. Im Norden liegen das Verajoch, der Rossberg (2452 m) und jenseits des Rauhen Tals der 2437 Meter hohe Zaluandakopf.

## Stützpunkte und Wege
Der Weg des Erstbesteigers A. Ludwig in den Jahren 1890 und 1891, mit insgesamt vier Versuchen, führte von der Douglasshütte aus und dem nordöstlich der Spitze auf 2330 Metern Höhe gelegenen Verajöchle über die Nordflanke zum Gipfel. Dies ist auch heute noch der Normalweg, der in leichter Kletterei (UIAA-Grad I) in gut 3 Stunden zu bewältigen ist.
In der Regel aber werden die Kirchlispitzen im Rahmen einer Gratüberschreitung von West nach Ost begangen. Diese Route erfordert Fertigkeiten in ausgesetzten Schwierigkeitsgraden UIAA II bis III in einer gesamten Gehzeit von, laut Literatur, 6 bis 8 Stunden. Stützpunkte sind hier die Douglasshütte auf 1973 Metern Höhe oder die Schesaplanahütte (1908 m). Die Südwände der Kirchlispitzen bieten zahlreiche Kletterrouten in Schwierigkeitsgraden von UIAA III bis IX- (Hannibals Alptraum, Silbergeier an der Vierten Kirchlispitze oder Zauberlehrling an der Fünften Spitze).